# يوجين ويغنر
يوجين بول ويغنر (بالإنجليزية: Eugene Paul Wigner، وبالمجرية: Wigner Jenő Pál) عالم فيزياء ورياضيات مجرياً أمريكي. ولد في 17 نوفمبر 1902 لعائلة يهودية، وتوفي في 1 يناير 1995، وكان قد حاز على الجنسية الأمريكية عام 1937.
تحصل يوجين ويغنر على جائزة نوبل للفيزياء عام 1963 عن أبحاثه في مجال نظرية النواة الذرية والجسيمات الأولية وعلى الأخص اكتشافه تطبيق مبدأ التناظر في الصياغة النظرية في ميكانيكا الكم.

## النشأة
ولد ويغنر جينو بال في بودابست في النمسا-هنغاريا في 17 نوفمبر 1902 لأبوين يهوديين من الطبقة المتوسطة، والدته إليزابيث إينهورن ووالده أنتوني ويغنر الذي كان يعمل صابغًا للجلود؛ وكانت لديه أخت كبرى تدعى بيرثا وتعرف أيضًا باسم بيري، وأخت صغرى تدعى مارغريت وتعرف باسم مانسي والتي تزوجت لاحقًا عالم الفيزياء النظرية البريطاني بول ديراك. تلقى تعليمه في المنزل على يد معلم محترف حتى عمر التاسعة وعندها بدأ في المدرسة منذ الصف الثالث، وفي هذه الفترة نما اهتمام ويغنر بالمشكلات الرياضية؛ وفي عمر الحادية عشرة أصيب بما اعتقد أطباؤه أنه مرض السل، وأرسله والداه ليعيش مدة ستة أسابيع في مصحة في الجبال النمساوية قبل أن يكتشف الأطباء أن التشخيص خاطئ.
كانت عائلة ويغنر يهودية لكنها غير متشددة دينيًا، وكان طقس بلوغه علمانيًا؛ درس بين عامي 1915 و1919 في مدرسة القواعد الثانوية «فاسوري» التي ارتادها والده، وقد كان التعليم الديني إلزاميًا وحضر حصصًا في اليهودية علمها حاخام يهودي، ومن زملائه الطلاب كان فانوس فون نيومان، الذي كان يتبعه بصف؛ وكلاهما استفاد من تدريس أستاذ الرياضيات المعروف لاسزلو راتز؛ وفي عام 1919 هربت عائلة ويغنر من نظام بيلا كان الشيوعي لوقت قصير إلى النمسا، وعادوا إلى هنغاريا بعد سقوط كان. وكرد فعل جزئي لبروز اليهود في نظام كان تحولت العائلة إلى اللوثرية، وشرح ويغنر لاحقًا أن قرار عائلته بالتحول إلى اللوثرية «لم يكن في صميمه قرارًا دينيًا بل قرارًا مناهضًا للشيوعية»، وفيما يخص الاتجاه الديني كان ويغنر ملحدًا.

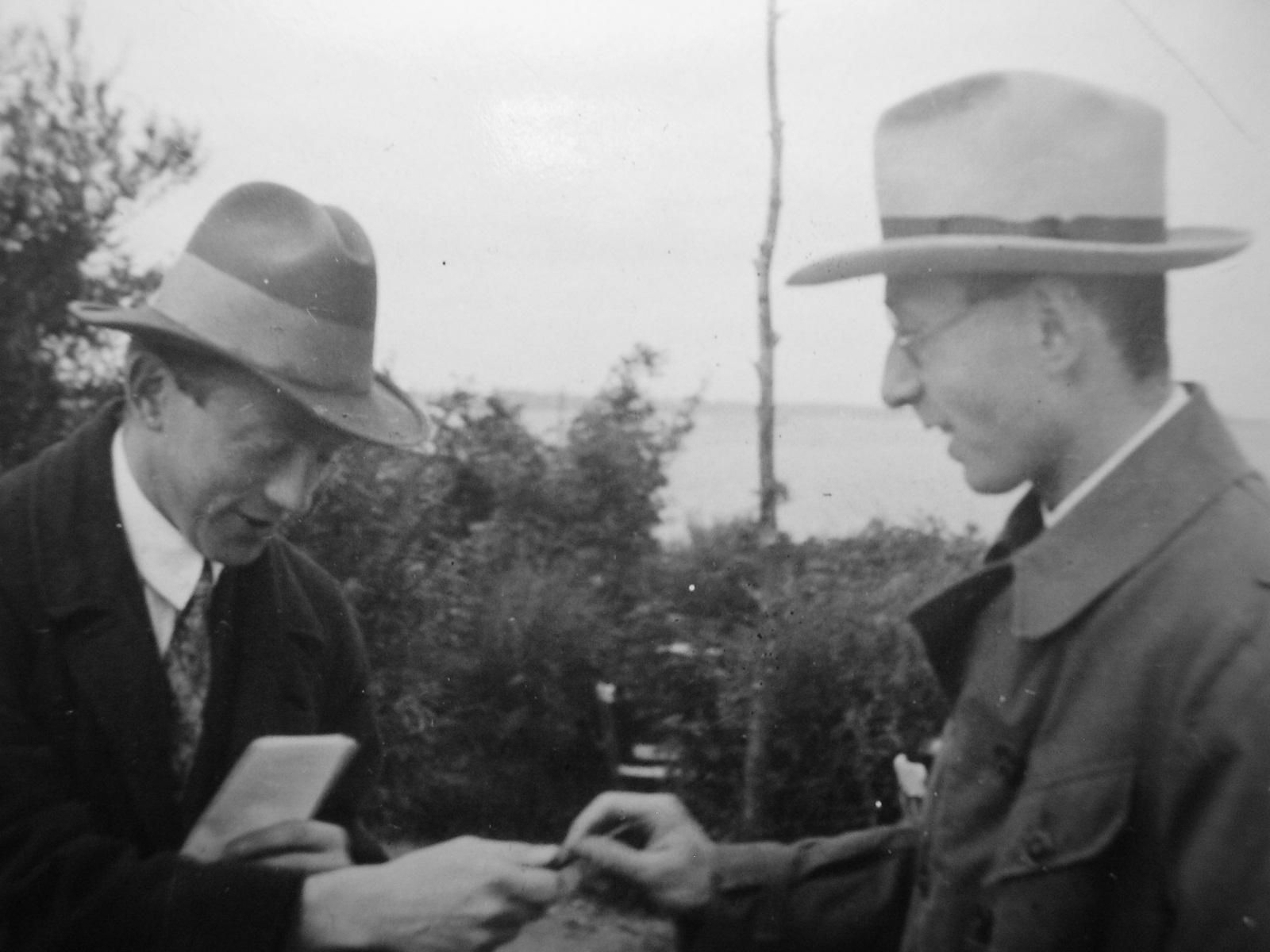
فيرنر هايزنبرغ ويوجين فيجنر (1928)

بعد تخرجه من الثانوية عام 1920 سجل ويغنر في جامعة بودابست للعلوم التقنية؛ ولم تعجبه المقررات فيها، وفي عام 1921 سجل في جامعة برلين التقنية، حيث درس الهندسة الكيميائية؛ كما حضر أيضًا مؤتمرات يوم الأربعاء بعد الظهر للجمعية الفيزيائية الألمانية، وقد استضافت هذه المؤتمرات بعض اللامعين مثل ماكس بلانك وماكس فون لو ورودولف لادينبيرغ وويرنر هيزنبرغ ووالتر نيرنست وولفغانغ باولي وألبرت أينشتاين؛ كما التقى ويغنر مرة بالفيزيائي ليو سزيلارد الذي أصبح صديقه المقرب. وكان لتجربة ثالثة في برلين أثر بنّاء؛ حيث عمل ويغنر في معهد كايسر ويلهيلم للكيمياء الفيزيائية والكيمياء الكهربائية (معهد فريتز هابر الآن) وهناك التقى ميشيل بولانياي الذي أصبح بعد لاسزلو راتز معلم ويغنر الأعظم، وقد أشرف ميشيل على رسالة دكتوراه ويغنر «تشكل وتفكك الجزيئات».

## روابط خارجية
- يوجين ويغنر على موقع الموسوعة البريطانية (الإنجليزية)
- يوجين ويغنر على موقع مونزينجر (الألمانية)
- يوجين ويغنر على موقع ميوزك برينز (الإنجليزية)
- يوجين ويغنر على موقع إن إن دي بي (الإنجليزية)